# Küttigen

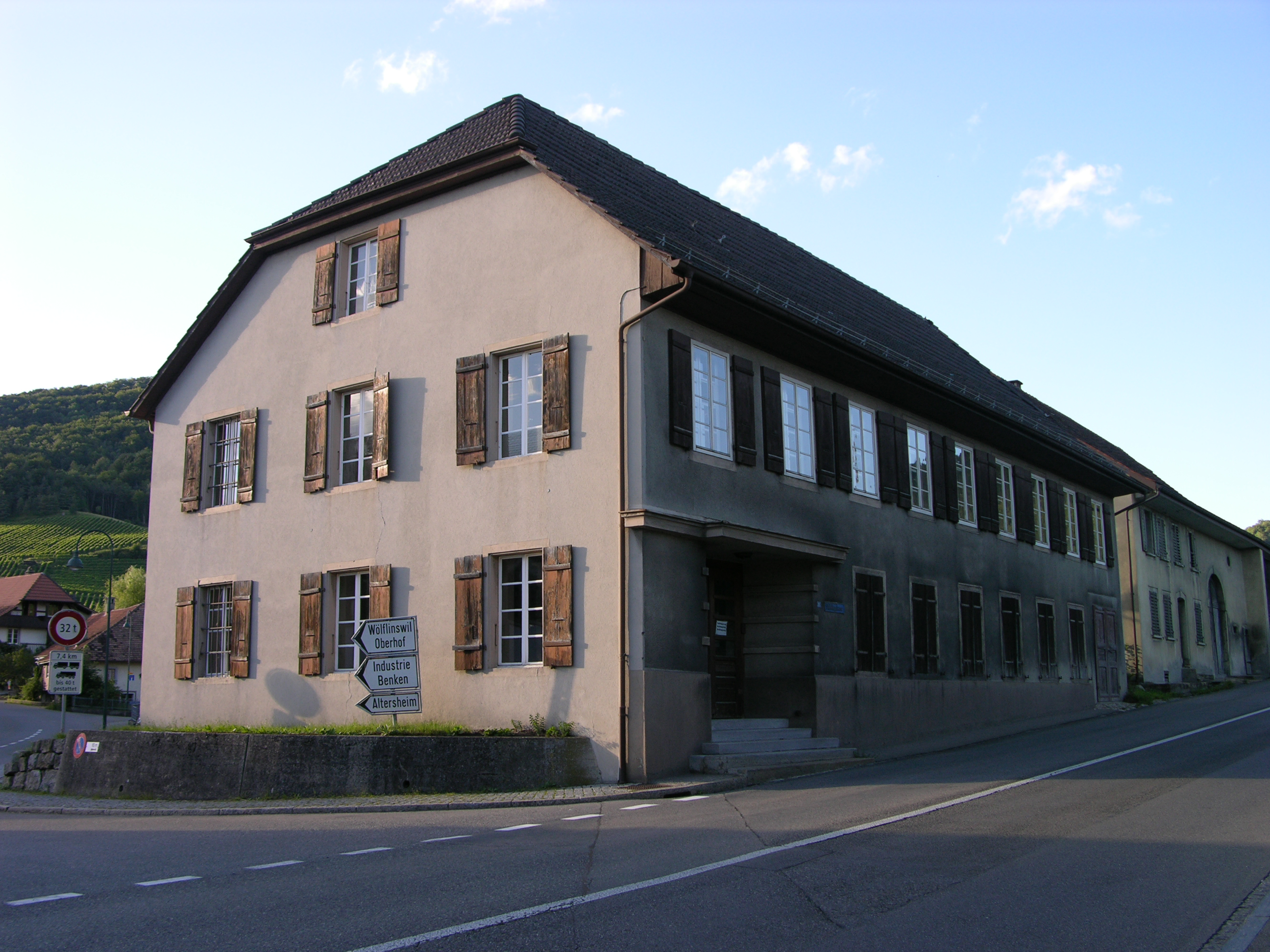
Skolhus.

Küttigen (schweizertyska: Chüddige) är en ort och kommun i distriktet Aarau i kantonen Aargau, Schweiz. Kommunen har 6 857 invånare (2023).
I kommunen finns fyra ortsdelar som är löst sammanväxta: Küttigen, Rombach, Horen och Kirchberg.